# Regne del Rip
El Rip fou un antic petit regne de l'Àfrica de l'oest situat entre el regne del Saloum i el marge dret del riu Gàmbia. Al Sénégal actual, aquest topònim designa la zona al voltant de Nioro del Rip, a la regió de Kaolack.

## Història
El territori fou conegut anteriorment sota el nom de Badibou.
Fou el regne del marabut Maba Diakhou Bâ (1809-1867) que va oposar una ferotge resistència a la penetració colonial francesa. i fou hostil també als regnes animistes veïns. La seva capital inicial fou una localitat que anomenava la Meca; el 1862 es va apoderar del tron del Rip; davant l'atac francès es va traslladar a Nioro del Rip que els francesos van ocupar el 1865.

## Article relacionat
- Lat Dior